# Wilbur Sweatman
Wilbur Sweatman (Brunswick, 7 febbraio 1882 – New York, 9 marzo 1961) è stato un clarinettista, direttore d'orchestra, compositore di musica ragtime e dixieland statunitense; è stato uno dei primi musicisti afroamericani ad avere fan a livello nazionale. Fu anche un pioniere nell'integrazione razziale dei gruppi musicali.

## Primi anni di vita
Wilbur Sweatman nacque il 7 febbraio 1882 a Brunswick, Missouri, da Matilda e Coleman Sweatman. Il padre di Wilbur gestiva un negozio di barbiere nella città lungo il fiume per provvedere alla sua famiglia, che comprendeva anche le figlie Eva e Lula. Apparentemente sua madre era di origine razziale mista poiché lei e i bambini erano elencati come mulatti in alcuni rapporti di censimento. Mentre Wilbur era ancora un bambino, suo padre abbandonò la famiglia, trasferendosi a Saint Joseph, Missouri, e fondando una nuova famiglia. Sua madre perseverò, continuando a gestire l'attività di barbiere e ad accogliere pensionanti. Wilbur fu educato presso la scuola segregata Elliott a Brunswick e aiutava per l'attività di barbiere dopo la scuola. Sua sorella maggiore Eva è stata responsabile di gran parte della prima formazione musicale di Wilbur Sweatman, insegnandogli a suonare il pianoforte. Successivamente Sweatman sarebbe diventato un violinista autodidatta e in seguito avrebbe iniziato anche a suonare il clarinetto. Nel corso degli anni imparerà anche a suonare il trombone, il clarinetto basso e l'organo.

## Carriera musicale
La carriera musicale professionale di Wilbur Sweatman iniziò alla fine degli anni 1890 quando, ancora adolescente, andò in tournée con band circensi, prima con la Pickaninny Band del professor Clark Smith di Kansas City, poi con la PG Lowery Band. Nel 1901 era diventato il più giovane direttore d'orchestra d'America essendo il frontman della band Forepaugh e Sells Circus. Sweatman suonò brevemente con le band di W. C. Handy ed i Mahara's Minstrels prima di organizzare la sua banda da ballo a Minneapolis alla fine del 1902. Fu lì che Sweatman fece le sue prime registrazioni su cilindri fonografici nel 1903 per il Metropolitan Music Store. Questi includevano quella che si ritiene sia stata la prima versione registrata di Maple Leaf Rag di Scott Joplin; non se ne conoscono copie. Nel 1908 Sweatman si trasferì a Chicago, suonando in giro per la città in posti come il Pekin Inn e il Monogram Theatre prima di diventare il direttore della band al Grand Theatre, e iniziò ad attirare l'attenzione; un articolo del 1910 si riferiva al suo soprannome, 'Sensational Swet'. Oltre ad esibirsi, Sweatman scrisse e arrangiò musica per la sua band. Lavorò inoltre con Dave Peyton e William Henry 'Billy' Dorsey per arrangiare e trascrivere musica per altri artisti. (Pag. 57)
Nel 1911 si era trasferito a tempo pieno nel circuito del vaudeville, sviluppando con successo un atto di suonare tre clarinetti contemporaneamente.
Scrisse numerosi ragtime, "Down Home Rag" (1911) fu quello di maggior successo commerciale. La canzone è stata registrata da più band in America ed Europa. Sweatman si trasferì a New York nel 1913, facendo numerosi tour. È stato uno dei pochi solisti neri ad apparire regolarmente nei principali circuiti di vaudeville bianchi. In questo periodo divenne amico intimo di Scott Joplin; Il testamento di Joplin nominerebbe Sweatman come esecutore testamentario del suo patrimonio. Le carte musicali di Joplin, compresi i manoscritti inediti, furono cedute a Sweatman, che se ne prese cura condividendone generosamente l'accesso a coloro che chiedevano informazioni. Tuttavia, poiché la musica di Joplin finì per essere considerata superata, tali richieste furono poche. Dopo la morte di Sweatman nel 1961, i documenti furono archiviati durante una battaglia legale tra gli eredi di Sweatman e la loro posizione attuale non è nota, o anche se esistano ancora.
Nel dicembre 1916, Sweatman registrò per l'etichetta minore Emerson Records, incluso il suo 'Down Home Rag'. Alcuni storici considerano queste registrazioni tra i primi esempi di jazz mai registrati. Prendendo atto del successo commerciale della Original Dixieland Jass Band e della Original Creole Orchestra, Sweatman cambiò bruscamente il suono e la strumentazione del suo sestetto all'inizio del 1917. La band di Sweatman era composta da cinque sassofonisti e lui stesso al clarinetto, una combinazione che presto firmò con Pathé. Hanno registrato ragtime, così come alcune delle canzoni di successo del momento.
Sweatman è stato il primo afroamericano a realizzare registrazioni etichettate come "Jass" e "Jazz". Poiché si può sentire Sweatman fare variazioni melodiche anche nelle sue registrazioni del 1916, si potrebbe sostenere che Sweatman abbia registrato un tipo di jazz arcaico prima della band Original Dixieland. Nel 1917 divenne uno dei primi neri ad aderire all'ASCAP.
Nel 1918, Sweatman approdò alla major Columbia Records, dove avrebbe goduto di un'ascesa fulminea con un'ampia varietà di canzoni a suo nome. La sua band ha anche fornito diverse esibizioni anonime più brevi per la linea "Little Wonder" dell'etichetta di pubblicazioni economiche della durata di 90 secondi. La prima uscita della band Sweatman, "Regretful Blues"/"'Everybody's Crazy", vendette 140.000 copie, in un momento in cui un terzo delle vendite era considerato un successo. I singoli di Sweatman vendettero oltre un milione di copie solo nel 1919. Molte altre uscite di successo seguirono nel 1918-1919, il picco di popolarità di Sweatman. La sua canzone più venduta fu "Kansas City Blues" (1919), che vendette 180.000 copie. Tuttavia nel 1920 le vendite erano in declino, forse riflettendo l'effimero interesse per il suo nuovo stile di jazz e la crescente popolarità di big band sincopate come Ted Lewis della Columbia.

## Anni successivi
Sweatman continuò a esercitare il suo stile un po' datato nelle apparizioni dal vivo in tutto il Nordest. Diversi musicisti importanti sono passati attraverso la sua band, tra cui Duke Ellington, Coleman Hawkins e Cozy Cole. Sweatman continuò anche a registrare per etichette come Gennett, Edison, Gray Gull e Victor. Suonava spesso nel famoso club di Harlem Connie's Inn. Continuò a suonare a New York negli anni Quaranta e all'inizio degli anni Cinquanta, ma concentrò sempre più i suoi sforzi nel settore dell'editoria musicale e nella prenotazione di talenti. Le sue prime composizioni hanno fornito a Sweatman un reddito costante. Solo nel 1937 l'ASCAP riferì che "Down Home Rag" era stato trasmesso alla radio più di 2000 volte, e Sweatman riceveva royalties per ogni riproduzione.
Wilbur Sweatman morì a New York City il 9 marzo 1961. Sua figlia Barbara inizialmente ereditò il suo patrimonio, costituito principalmente dalla sua attività editoriale e da alcuni documenti personali. Il patrimonio, che comprendeva anche le carte di Scott Joplin, alla fine finì nelle mani della sorella di Sweatman, Eva.